# Henri Koide
Henri Koide (Zürich, 6 april 2001) is een Zwitsers voetballer met Ivoriaanse roots die sinds 2023 uitkomt voor Beerschot VA.

## Clubcarrière
Koide maakte op 28 juni 2020 zijn officiële debuut in het eerste elftal van FC Zürich: in de 1-0-competitiezege tegen FC Lugano liet trainer Ludovic Magnin hem in de 78e minuut invallen. Koide speelde op dat moment ook al voor het tweede elftal van de club in de Promotion League. Na vijf invalbeurten in de Super League kreeg hij op 25 juli 2020 zijn eerste basisplaats van Magnin. Koide leverde daarin de assist af voor de 1-1 van Benjamin Kololli, maar dit leverde geen puntenwinst op: FC St. Gallen won de wedstrijd met 1-3. Koide sloot het seizoen af met negen officiële wedstrijden voor het eerste elftal van de club.
In de eerste helft van het seizoen 2020/21 kwam hij enkel op de twee eerste competitiespeeldagen en in de verloren bekerwedstrijd tegen FC Chiasso in actie voor het eerste elftal van de club. In januari 2021 leende de club hem voor de rest van het seizoen uit aan tweedeklasser FC Wil. Daar was hij in tien competitiewedstrijden goed voor één doelpunt. Dat doelpunt was niet onbelangrijk, want het was het enige doelpunt in de 1-0-zege tegen Neuchâtel Xamax. Wil eindigde uiteindelijk zevende met slechts drie punten meer dan hekkensluiter FC Chiasso en Neuchâtel Xamax. Dat maakte Koide niet meer mee, want eind maart 2021 keerde Koide vervroegd terug naar Zürich.
In januari 2022 werd Koide opnieuw uitgeleend, ditmaal aan Neuchâtel Xamax. In dertien competitiewedstrijden was hij er goed voor vier doelpunten. In juli 2022 werd zijn contract bij Zürich opengebroken tot 2024 en werd Koide nog een extra seizoen bij Neuchâtel Xamax gestald. In de eerste helft van het seizoen 2022/23 scoorde hij er opnieuw vier keer, bovendien was hij dat seizoen ook eenmaal trefzeker voor het beloftenteam van Neuchâtel Xamax in de 1. Liga. 
Op 31 januari 2023 ondertekende Koide een contract tot medio 2025 bij de Belgische tweedeklasser Beerschot VA.